# Tautra Mariakloster
Tautra Mariakloster är ett nunnekloster inom den katolska Trappistorden, grundat 1999 och beläget på ön Tautra i Trondheimsfjorden, Norge. Klostret är det första inom cistercienserrörelsen som grundats i Norge sedan reformationen 1537.

## Historik

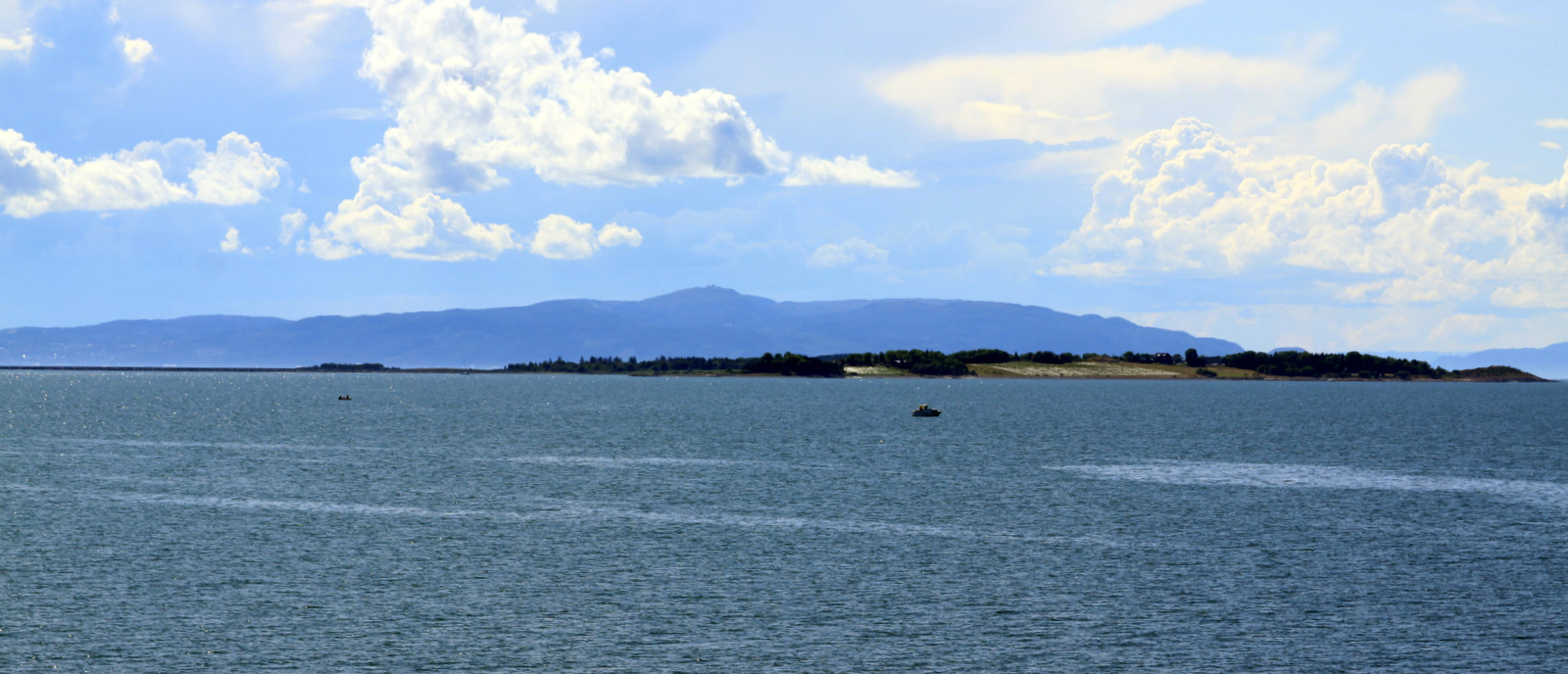
Ön Tautra, sett från Frosta på fastlandet.

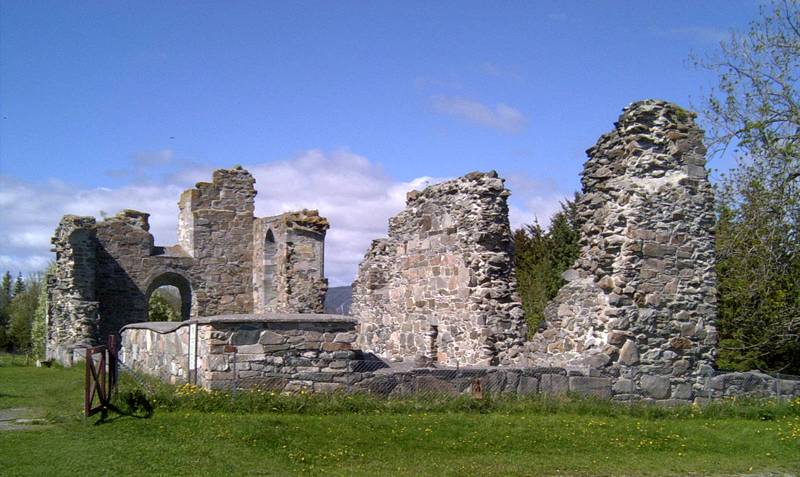
Ruinerna på norra Tautra härrör från klosterkyrkan vid Tautra kloster, grundat 1207.

Tautra kloster var det sista av de cistercienserkloster som etablerades i Norge under 1100-talet, och invigdes 1207. Det grundades av munkar från Lyse kloster vid Bergen, som lämnade Lyse 1205 för att stifta ett nytt kloster i Trøndelag. Riksantikvaren håller troligt att Tautra kom att ersätta det kortlivade Munkeby kloster i närbelägna Levanger. Klostret invigdes den 25 mars 1207 på Marie bebådelsedag, och var likt de flesta av cistercienserordens kloster helgat till Jungfru Maria. Klostrets latinska namn var Monasterium Santctæ Maria de Tuta insula, Heliga Maria kloster på Tuta (Tautra) ö.
Klostret byggdes på norra Tautra. Utöver klosterlivets firande av mässa och läsandet av tideböner bestod munkarnas verksamhet av fiske, trädgårdsodling och jordbruk med en omfattande djurbesättning. Därutöver fanns även möjlighet för hantverk såsom snickeri, smide och glasbruk. Källorna visar att klostret bedrev handel med mat och varor som inte behövdes i klostret. Klostret var också en stor markägare, och i början av 1500-talet hörde 167 gårdar till klostret.
Klostret var väletablerat inom kyrkan och två av dess abbotar utsågs till ärkebiskop av Nidaros, dock utan att tillträda ämbetet. Andra tecken på Tautras ställning inom kyrkan är påvliga uppdrag till abboten av Tautra.
Tautra kloster upphörde som självständigt kloster 1532, strax innan reformationen. Vid kung Kristian III:s reformation i Danmark och Norge 1537 drogs klostrets egendomar in till kronan och klostret upphörde därmed helt.

## Nyetablering
Trappistklostret The Abbey of Our Lady of the Mississippi i Dubuque, Iowa, USA, beslutade 1999 att grunda ett nytt kloster på Tautra för att på så sätt återupprätta klosterlivet på ön. Our Lady of Mississippi sände fem nunnor för att utgöra klosterplanteringen. För att nå upp till trappistordens minimiantal av nunnor kompletterades de av ytterligare två nunnor från andra kloster, som dessutom hade norskt ursprung. Gruppen etablerade sig på södra Tautra i en temporär byggnad, under tiden som man undersökte möjligheterna och planerade för en ny klosterbyggnad.
I maj 2003 togs första spadtaget för en ny klosterbyggnad, ett hundratal meter söder om den temporära etableringen. Den nya klosterbyggnaden stod klar i juli 2006, och bestod då av klosterkyrka och ett slutet kloster (klausur). Invigning hölls den 12 maj 2007, 800 år efter att det första klostret på Tautra invigdes.
I samband med etableringen av klostret har drottning Sonja visat ett särskilt intresse för klostret, och deltagit både vid det första spadtaget och vid invigningen av klostret.

## Etablering som självständigt kloster
Enligt trappistordens statuter bildas alla kloster som dotterkloster till ett sändande moderkloster. Först när den nya etableringen uppnått en viss bärkraft övergår klostret från att vara en plantering (engelska: foundation) till ett självständigt kloster. Tautra Mariakloster övergick från en plantering till att vara ett eget, självständigt kloster (så kallat enkelt priorat) den 25 mars 2006, med egen priorinna som ledare men med fortsatt koppling till moderklostret. Den 25 mars 2012 upphöjdes man till ett större kloster, helt självständigt från moderklostret i USA.

## Ledare
När ett nytt trappistkloster bildas står det formellt och legalt under ledning av abbedissan vid moderklostret. En av nunnorna i den utsända gruppen ansvarar för den dagliga ledningen, och kallas då superior (överordnad). När klostret uppnår en viss självständighet från moderklostret, så kallat enkelt priorat (prioratus simplex), väljer klosterkapitlet själva en priorinna för sex år. För så kallade större priorat och abbedissekloster avgör klosterkapitlet om priorinnan respektive abbedissan ska väljas tills vidare eller för en sexårig mandatperiod. Tautra Mariakloster har hittills fortsatt med de fastställda mandatperioderna.
Följande personer har fungerat som superior eller priorinna av Tautra Mariakloster:
| Från | Till   | Namn                    | Titel                                                   |
| ---- | ------ | ----------------------- | ------------------------------------------------------- |
| 1999 | 2006   | Moder Rosemary Durcan   | föreståndare för en klosterplantering superior          |
| 2006 | 2012   | Moder Rosemary Durcan   | priorinna för ett enkelt prioriat priorissa simplex     |
| 2012 | 2018   | Moder Gilchrist Lavigne | priorinna för ett större priorat priorissa conventualis |
| 2018 | (2024) | Moder Brigitte Pinot    | priorinna för ett större priorat priorissa conventualis |
|      |        |                         |                                                         |

## Klosterbyggnaderna

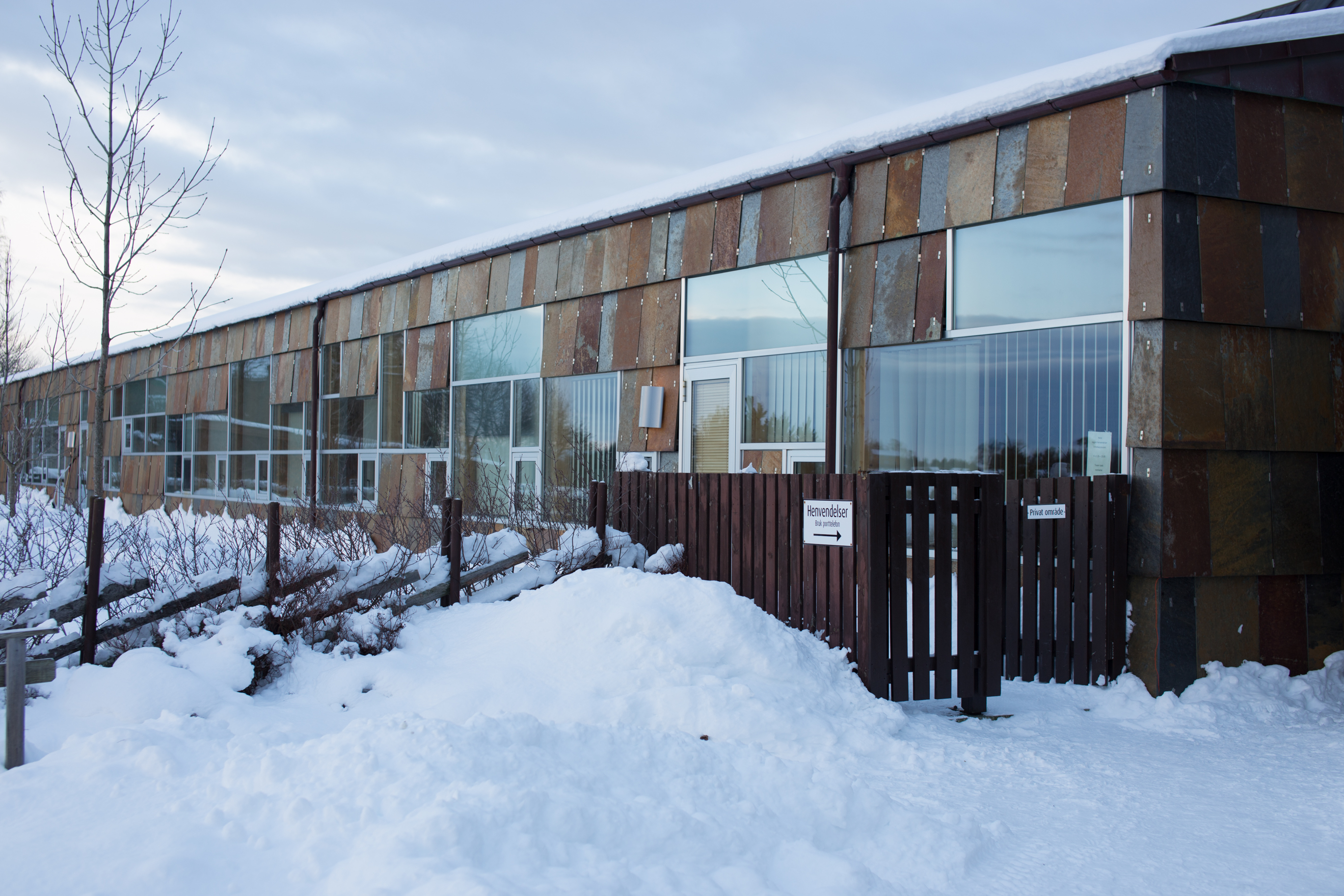
Klausurens bostadsdel.
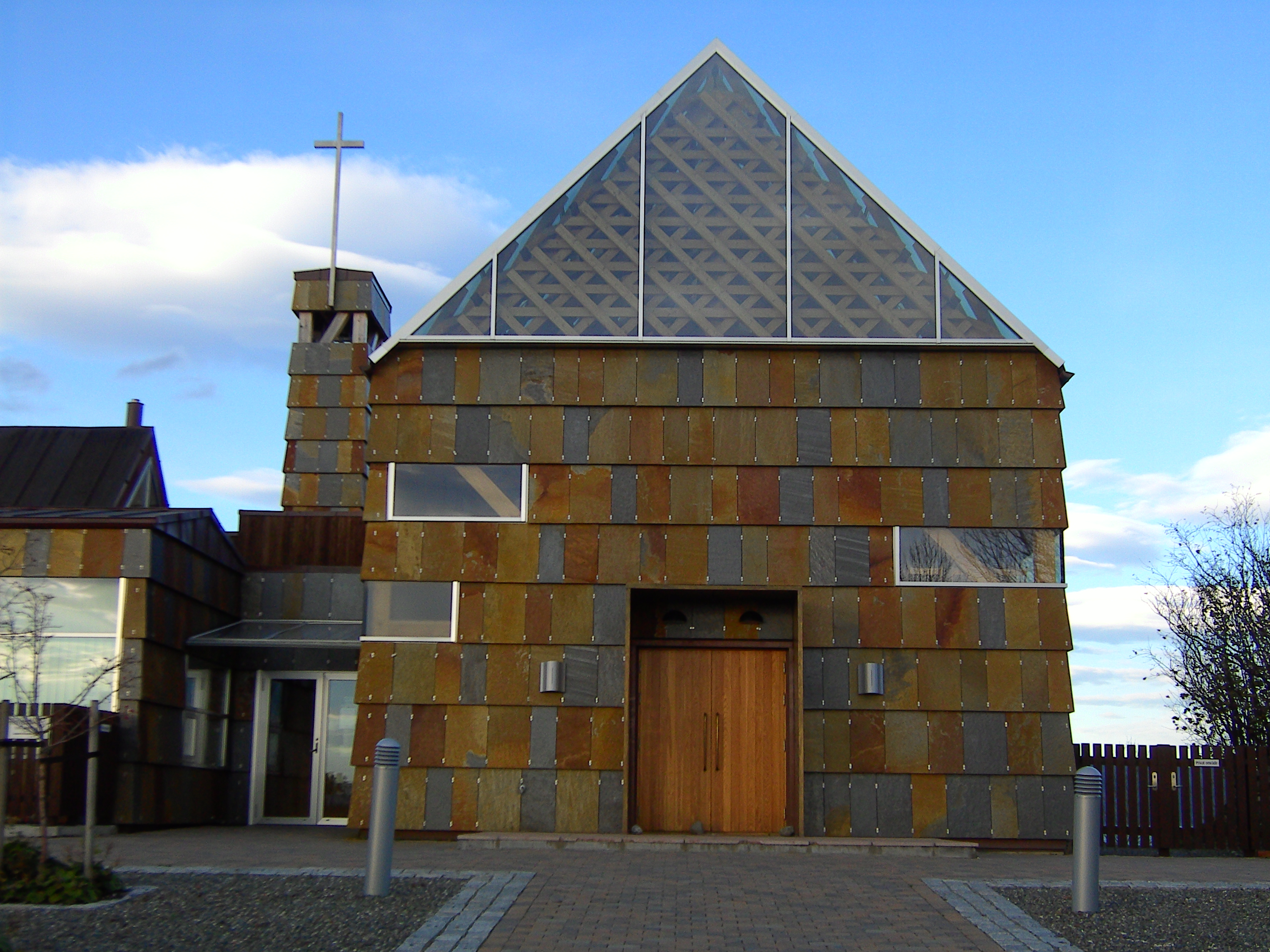
Klosterkyrkans fasad mot öster, med allmänhetens ingång.
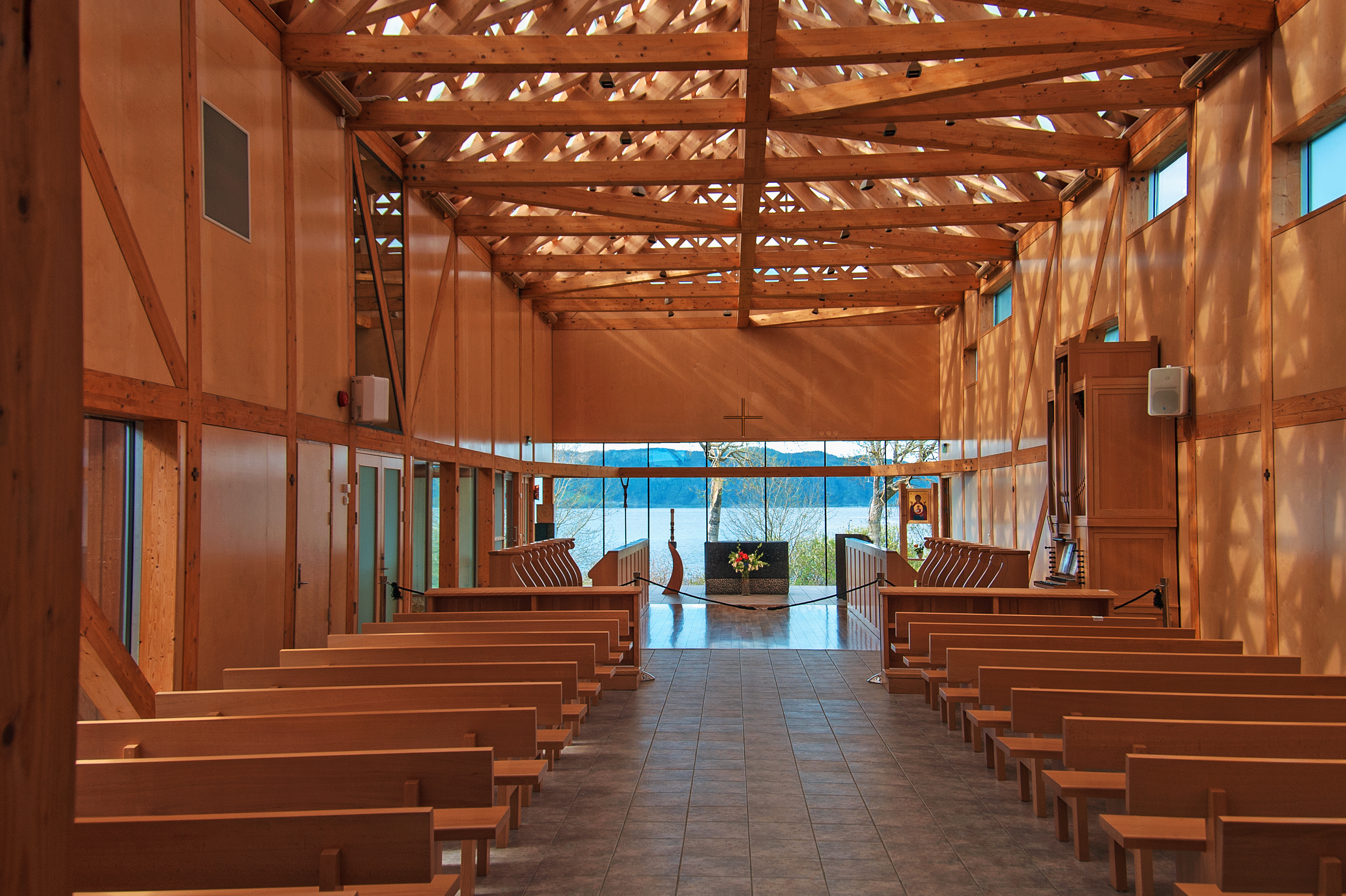
Klosterkyrkans interiör, med Trondheimsfjorden i fonden.
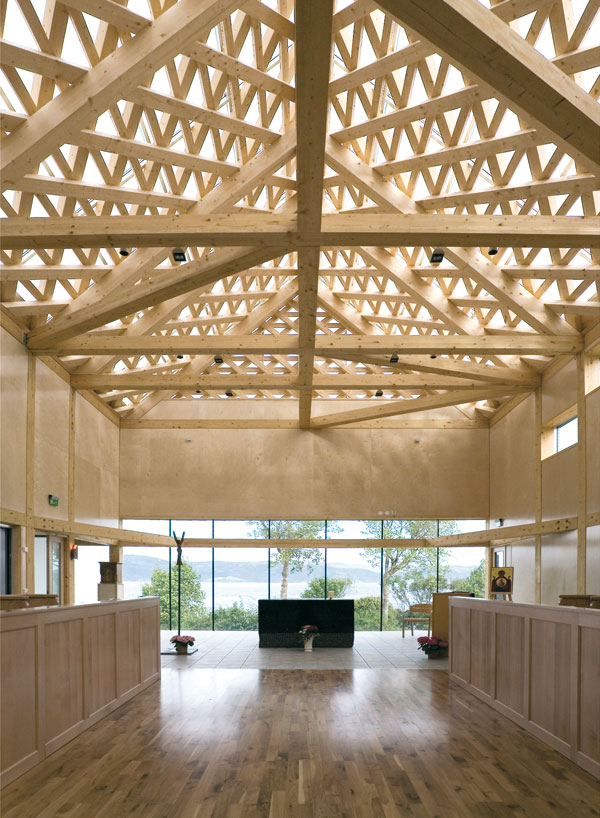
Klosterkyrkans interiör med nunnornas korstolar.
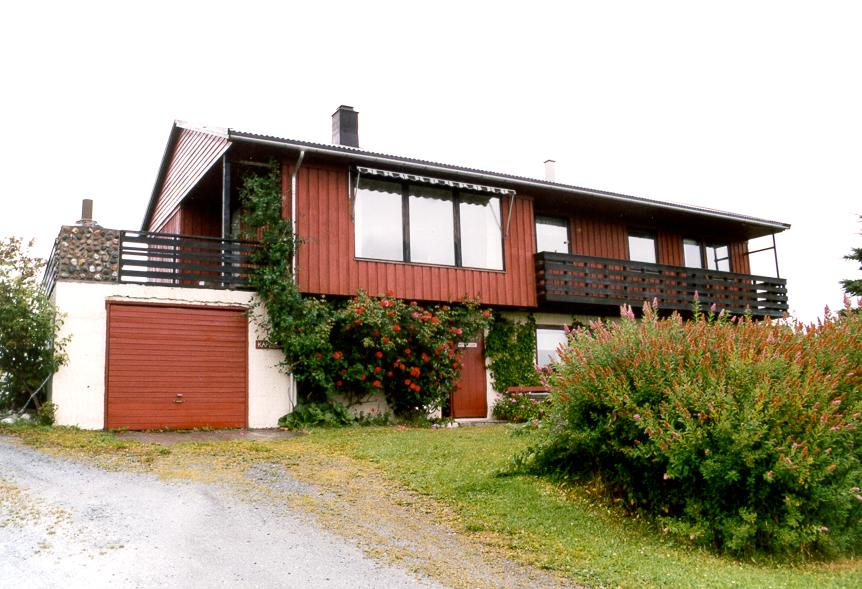
Det provisoriska klostret, idag gästhus.

Det nya klostret är beläget på södra delen av Tautra, på västsidan av ön med utsikt över Trondheimsfjorden och Trondheim. Klosterbyggnaderna är ritade av Jensen & Skodvin Arkitektkontor, och tilldelades Forum AID:s pris 2007 och International Architecture in Stone Awards 2007. Byggnaderna är uppförda i en limträkonstruktion, utvändigt klädd med skiffer från Otta.
Klostret består av två långa flyglar, som tillsammans med klosterkyrkan i östra änden och en kortare byggnad i väster bildar ett slutet klosterområde, så kallad klausur. Området är på totalt 2 039 m², varav 552 m² utgörs av korsgång och innergård. Inom klausuren finns även nunnornas celler och byggnader för klostrets verksamheter såsom verkstad för produktion av hudvårdsprodukter. Matsalen (refectorium) är placerad längs långsidan ut mot havet.
Klosterkyrkan följer inte den traditionella orienteringen i öst-västlig led, utan är placerat med koret och högaltaret i nord och med den södra fasaden används som ingång från klostrets yttervärld. I koret utgör vyn ut över Trondheimsfjorden och Leksviksfjällen altartavla. Altaret, som enligt katolsk tradition innehåller reliker, är tillverkat av larvikit, Norges nationalbergart.
I januari 2021 invigdes en ny flygelbyggnad, placerad i suterräng, närmast havet på klostrets norra sida. Den är ritad av arkitekt Runa Bjørke, Bjørke Arkitektur AS, och utgörs av 550 m² inomhus och en lika stor utomhusyta. Byggnaden innehåller anpassade rum för sjuka och åldriga systrar, kontor för klostrets egna sjuksyster och en särskild anpassad ingång för extern hemtjänstpersonal. Ett kapell betjänar framför allt sjukavdelningen. Tillbygget motiverades av att ett antal systrar uppnått ordens pensionsålder och är i behov av anpassningar. För att kunna ta emot fler systrar i klostret uppfördes även nya nunneceller. Ovanpå suterrängvåningen finns en ny, plan trädgårdsyta. Byggnaden är uppförd i samma stil som huvudbyggnaden, men med stort fokus på ljusinsläpp, och utgör en integrerad del av klostrets klausur. Undantaget hemtjänsten kommer den alltså inte att vara tillgänglig för allmänheten.
Tillsammans med kyrkan är besökscentret och gästhuset de enda delarna av klostret som är öppet för gäster utanför orden. Besökscentret – Tjelden, Källan – är en separat byggnad vid gatan, som innehåller utställningsutrymmen och butik för klostrets egna varor. Det hus som användes som provisorisk klosterbyggnad 1999–2006 är idag ombyggt till gästhem.